# Heinz von Wilk
Heinz von Wilk (* 1949) ist ein deutscher Autor und Musiker aus Rosenheim.

## Leben
In seiner Jugend tourte "Heinz von Wilk" als Berufsmusiker und Schlagzeuger durch Deutschland und Asien und spielte Engagements auf Kreuzfahrtschiffen. In den 80er Jahren gründete er eine Künstleragentur in Osnabrück. Anschließend betrieb er eine Immobilienfirma in Dénia, Spanien. Seit 2006 lebt "Heinz von Wilk" im Chiemgau und betätigt sich als Schriftsteller. Im Jahr 2011 erschien sein erster Kriminalroman "Chiemseejazz". Es folgten zwei weitere Krimis: "Chiemsee-Cowboys" (nicht zu verwechseln mit der gleichnamigen Musikgruppe "Chiemsee Cowboys") und "Chiemsee-Verschwörung" sowie mehrere Kurz- und Tiergeschichten. Im Februar 2018 erschien sein vierter Krimi "Der Pate vom Chiemsee". Resultierend aus einer persönlichen Bekanntschaft findet sich nun in diesem Roman die oben genannte Musikgruppe "Chiemsee Cowboys" als Teil der Handlung wieder. Heinz von Wilk arbeitet regelmäßig als Kolumnist für das "Rosenheimer Journal".

## Werke

### Krimis
- ChiemseeJazz, 2011, Chiemgauer Verlagshaus, ISBN 978-3-9813620-3-9
- Chiemsee-Cowboys, 2013, Emons Verlag, ISBN 978-3-9545119-7-6
- Chiemsee-Verschwörung, 2014, Emons Verlag, ISBN 978-3-9545136-6-6
- Der Pate vom Chiemsee, 2018, Emons Verlag, ISBN 978-3-7408-0277-6
- Chiemsee Dämmerung, 2019, Emons Verlag, ISBN 978-3-7408-0689-7
- Leberkäs Porno, 2019, Gmeiner-Verlag, ISBN 978-3-8392-2435-9
- Babylon Rosenheim, 2020, Emons Verlag, ISBN 978-3-8392-2688-9
- Ich bin hier bloß der Mörder, 2021, Emons Verlag, ISBN 978-3-7408-1154-9

### Kurzgeschichten
- Inselgschicht´n: Chiemsee-Geschichten, 2011, Chiemgauer Verlagshaus, ISBN 978-3-9813620-5-3
- Gschicht´n vom bayerischen Meer, 2015, Chiemgauer Verlagshaus, ISBN 978-3-945292-11-2

### Tiergeschichten
- Is was, Chef?, 2015, Chiemgauer Verlagshaus, ISBN 978-3-945292-12-9
- Leonardos Abenteuer, 2015, Chiemgauer Verlagshaus, ISBN 978-3-945292-13-6
- Leonardos Reise, 2015, Chiemgauer Verlagshaus, ISBN 978-3-945292-14-3
- Inspektor Mäx, 2016, Chiemgauer Verlagshaus, ISBN 978-3-945292-15-0

### Reiseführer
- Chiemgau erleben, 2017, Chiemgauer Verlagshaus, ISBN 978-3-945292-21-1